# One Way or Another (Teenage Kicks)
„One Way Or Another (Teenage Kicks)“ je píseň od irsko-britské skupiny One Direction. Byla vydána jako charitativní singl pro projekt Comic Relief v rámci pomoci Ghaně. Píseň byla vydána 17. února 2013.

## Videoklip
Videoklip byl vydán dne 21. února 2013 na YouTube. Videoklip se točil v Ghaně, Tokiu a v New Yorku. Ve videoklipu se objevil bývalý premiér Anglie David Cameron.